# Citroën C3 Picasso Aircross
De Citroën C3 Picasso Aircross is een sportieve mini-MPV met het uiterlijk van een terreinwagen; zo is het reservewiel achter op de auto aangebracht.
Deze Aircross is alleen in Brazilië leverbaar maar is op vele vlakken gelijk aan de C3 Picasso die wel in Europa leverbaar is.

## Motoren
De Aircross is leverbaar met de zogeheten FLEX motoren; deze motoren kunnen op verschillende brandstoffen rijden zoals Diesel, Benzine en Bio-ethanol.